# Spermestes
Spermestes is een geslacht van zangvogels uit de familie prachtvinken (Estrildidae). Het geslacht kent de volgende soorten:
- Spermestes bicolor  – Glansekstertje
  - S. b. nigriceps  – Bruinrugekstertje
- Spermestes cucullata  – Gewoon ekstertje
- Spermestes fringilloides  – Reuzenekstertje
- Spermestes griseicapilla  – Grijskopzilverbekje